# Virginie Defrang-Firket
 (mai 2018).
Si vous disposez d'ouvrages ou d'articles de référence ou si vous connaissez des sites web de qualité traitant du thème abordé ici, merci de compléter l'article en donnant les références utiles à sa vérifiabilité et en les liant à la section « Notes et références ».
Pour les articles homonymes, voir Firket et Defrang.
Virginie Defrang-Firket, née à Liège le 7 mai 1971 est  une femme politique belge, membre du Mouvement réformateur.
Elle est licenciée en sciences politiques et administratives (2004).
Elle est, à partir de 1995, attachée parlementaire au groupe MR du Sénat, chargée du suivi de la commission de l'Intérieur et des dossiers bioéthiques; secrétaire politique du groupe depuis 2010.
En 2017, elle devient bourgmestre de Neupré.

## Fonctions politiques
- Conseillère communale à Neupré depuis 2006
- Députée wallonne depuis le 17 juin 2014- juin 2017
- Bourgmestre de  Neupré depuis le 17 juin 2017